# Johannes Cornerus
Johannes Cornerus, död 1 maj 1708 i Stens socken, Östergötlands län, var en svensk präst.

## Biografi
Johannes Cornerus var son till kyrkoherden Samuel Cornerus och Margareta Jönsdotter i Näsby församling. Han blev 1675 medlem i Östgöta nation och student vid Lunds universitet. Under studietiden blev han tillfångatagen av danskarna. Cornerus prästvigdes 6 september 1677 till huspredikant på Vi och blev 13 maj 1678 komminister i Östra Stenby församling. Han blev krigspräst vid Östgöta infanteriregemente 1690 och kyrkoherde i Östra Stenby församling 1694. Cornerus avled 1708 i Östra Stenby församling.

### Familj
Cornerus gifte sig första gången med en hustru som avled 1681. De fick tillsammans sonen Samuel Cornerus (född 1681).
Cornerus gifte sig andra gången 3 november 1682 med Rachel Austrelius (1665–1745). De fick tillsammans barnen Margareta Cornerus (född 1683), hautboisten Johan Cornerus (född 1684) vid livgardet i Stockholm, kollegan Salomon Cornerus vid Söderköpings trivialskola och borgaren Carl Cornerus (1698–1764) i Söderköping.